# 堀内静子
堀内 静子（ほりうち しずこ、1941年 - ）は、日本の英米文学翻訳家。
明治学院大学大学院修士課程修了。ダニエル・キイス『24人のビリー・ミリガン』などの翻訳で知られる。

## 翻訳
- 『雨に濡れた警部』（H・R・F・キーティング、早川書房、世界ミステリシリーズ） 1987 - ゴーテ警部シリーズ
- 『疑り屋のトマス』（ロバート・リーヴズ、早川書房） 1987
- 『カラヤン 帝王の光と影』（ロジャー・ヴォーン、時事通信社） 1987
- 『シエスタ』（パトリス・チャップリン、二見文庫、ザ・ミステリ・コレクション） 1988
- 『スプリンターを狙え』（ウィリアム・マーレイ、扶桑社ミステリー） 1988 - 魔術師シフティ・シリーズ
- 『麻薬王カルロスの首』（ポール・J・ウォルコフスキー、光文社文庫） 1989
- 『誘惑者ピーター』（アート・バーゴー、早川書房、ハヤカワ・ミステリ） 1989
- 『女ひとり中国辺境の旅』（クリスティナ・ドッドウェル、ハヤカワ文庫） 1989
- 『女ひとりトルコ・イランの旅』（クリスティナ・ドッドウェル、ハヤカワ文庫） 1990
- 『カロライナの殺人者』（デイヴィッド・スタウト、早川書房、ミステリアス・プレス・ブックス） 1990、のちハヤカワ文庫
- 『ハイジの青春 アルプスを越えて』（フレッド＆マーク・ブローガー、ハヤカワ文庫） 1990
- 『遺伝子操作』（アラン・エンゲル、ハヤカワ文庫） 1991
- 『20世紀の歴史 第2巻　政治 下 1945～ 冷戦から協調へ』（C・S・ニコルズ編、監訳、平凡社） 1991
- 『ハッカー連続殺人』（ウォルター・ディロン、ハヤカワ文庫、ミステリアス・プレス文庫） 1991
- 『ハード・ウェイ』（J・R・ロビテイル、二見文庫、ザ・ミステリ・コレクション） 1991
- 『私のはじめての事件』（アネット・ルーム、ハヤカワ・ミステリ文庫） 1991
- 『私のちいさな賭け』（アネット・ルーム、ハヤカワ・ミステリ文庫） 1992
- 『24人のビリー・ミリガン ある多重人格者の記録』（ダニエル・キイス、早川書房） 1992、のち文庫
- 『のぞき屋のトマス』（ロバート・リーヴズ、早川書房、ハヤカワ・ミステリ） 1992
- 『ルーシーの子供たち 謎の初期人類、ホモ・ハビリスの発見』（ドナルド・ジョハンスン, ジェイムズ・シュリーヴ、早川書房） 1993
- 『カモメの離婚』（ウィリアム・ジョーダン、相原真理子共訳、白水社、アメリカ・ナチュラリスト傑作選） 1994
- 『ビリー・ミリガンと23の棺』（ダニエル・キイス、早川書房） 1994、のち文庫
- 『警察長官と砂漠の掠奪者』（マイクル・ピアス、早川書房、ハヤカワ・ミステリ） 1995
- 『鮮血の刻印』（ビル・クライダー、新潮文庫） 1995
- 『猫の心を持つ男』（マイクル・アレン・ディモック、ハヤカワ・ミステリ文庫） 1995
- 『O157母親の手記 殺人大腸菌に襲われた絶望の42日間』（メアリ・ヒアシンク、早川書房） 1996
- 『二人の大統領 全米震撼の7日間』（J・C・バチェラー、祥伝社） 1996
- 『うずらのロバート』（マーガレット・A・ステンジャー、秀英書房） 1997
- 『原野の死』（カーク・ミッチェル、ハヤカワ文庫） 1997
- 『逸れた銃弾』（キャサリン・ルイス、ハヤカワ文庫） 1997
- 『脱出者』（ディーニー・フランシス・ミルズ、ハヤカワ文庫） 1997
- 『魔法の娘 多重人格者ジェイン、苦しみの手記』（ジェイン・フィリップス、早川書房） 1997
- 『いま一度の賭け』（キャロリン・ウィート、ハヤカワ・ミステリ文庫） 1998
- 『多重人格者として生きる 25の人格をもつ男の手記』（キャメロン・ウエスト、早川書房） 1999
- 『娘たちは消えた』（フレデリック・ブッシュ、ハヤカワ文庫） 2000
- 『裏切りの色』（マーシャ・シンプスン、ハヤカワ・ミステリ文庫） 2001
- 『彼女は水草に抱かれ』（キャロリン・ウィート、ハヤカワ・ミステリ文庫） 2001
- 『絶対魅力』（フィリッパ・デイヴィーズ、アーティストハウス） 2001
- 『ラム氏のたくらみ』（キャリー・ブラウン、早川書房） 2001
- 『ロスト・ガールズ』（アンドリュー・パイパー、早川書房） 2001
- 『プリンセスの復讐』（ノーラ・ロバーツ、ハーレクイン、Mira文庫） 2002
- 『ABC殺人事件』（アガサ・クリスティー、ハヤカワ文庫、クリスティー文庫） 2003
- 『ジャスミン・トレード』（デニーズ・ハミルトン、ハヤカワ・ミステリ文庫） 2003

### 「ミセス・パージェター」シリーズ
- 『奥様は失踪中』（サイモン・ブレット、早川書房、ハヤカワ・ミステリ） 1989
- 『連続殺人ドラマ』（サイモン・ブレット、早川書房、ハヤカワ・ミステリ） 1990
- 『手荷物にご用心』（サイモン・ブレット、早川書房、ハヤカワ・ミステリ） 1991
- 『ダイエット中の死体』（サイモン・ブレッド、早川書房、ハヤカワ・ミステリ） 1994

### リザ・コディ
- 『夏をめざした少女』（リザ・コディ、ハヤカワ・ミステリ文庫） 1988
- 『ロンリー・ハートの女』（リザ・コディ、ハヤカワ・ミステリ文庫） 1988
- 『汚れた守護天使』（リザ・コディ、早川書房、ハヤカワ・ミステリ） 1993、のち文庫
- 『掟破りのリターンマッチ』（リザ・コディ、早川書房、ハヤカワ・ミステリ） 1995
- 『闘う守護天使』（リザ・コディ、早川書房、ハヤカワ・ミステリ） 1999

### ジョン・カッツェンバック
- 『旅行者』（ジョン・カッツェンバック、早川書房） 1989、のち文庫
- 『報復の日』（ジョン・カッツェンバック、早川書房） 1990
- 『精神分析医』（ジョン・カッツェンバック、新潮文庫） 2003

### スティーヴン・ホワイト
- 『凍りついた告白』（スティーヴン・ホワイト、ハヤカワ文庫） 1993
- 『禁じられた記憶』（スティーヴン・ホワイト、ハヤカワ文庫） 1994
- 『償いの血』（スティーヴン・ホワイト、ハヤカワ文庫） 1996

## 参考
- 絶対魅力 - 紀伊國屋書店BookWeb